# Alternative Airplay
Alternative Airplay (раніше називався Alternative Songs, Modern Rock Tracks чи Hot Modern Rock Tracks) — музичний чарт, який вперше з'явився у журналі «Billboard» 10 вересня 1988. Чарт має 40 позицій, на які потрапляються найпопулярніші пісні на радіо в жанрі альтернативний рок. «Alternative Songs» є підкатегорією «Billboard» Hot 100. Станом на 2008 приблизно 80 радіостанцій моніторять чарт 24 години 7 днів в тиждень. До чарту потрапляють лише ті пісні, які транслюються по радіо.
До грудня 1998 Hot 100 не приймав пісні, що не потрапили до продажу, а лише виходили на радіо. Тому часто траплялося так, що на «Modern Rock Tracks» пісня займала перші місця, а на Hot 100 її навіть не було у списку. 
На початку до чарту в основному входили пісні в стилі електронік-рок та пост-панк. В 90-х кількість пісень у жанрі альтернативного року збільшилась і в чарті почали з'являтись пісні у стилі альтернативний рок, інді-рок і панк-рок. Пісні у жанрі хард-рок і хеві-метал чартуються на «Mainstream Rock Tracks».
З часом «Radio & Records» викупила «Billboard» і 20 червня 2009 чарт «Modern Rock Tracks» був перейменований на «Alternative Songs». Першою піснею номер один на «Modern Rock Tracks» була «Peek-a-Boo» виконана «Siouxsie & the Banshees».